# Гораб, Джавад
Джавад Гораб (перс. جواد قراب‎; род. 30 июля 1949, Тегеран) — иранский футболист, полузащитник.

## Карьера

### Клубная карьера
Во взрослом футболе дебютировал в 1970 году в клубе «Эстегляль», за который выступал на протяжении всей своей карьеры. В 1970 году команда смогла победить в финале Лиги чемпионов АФК. Кроме того, в составе клуба Гораб дважды становился чемпионом Ирана в сезонах 1973/74 и 1974/75. Завершил карьеру футболиста в 1976 году.

### Карьера в сборной
В 1971 году дебютировал в официальных матчах в составе национальной сборной Ирана. В 1972 году входил в состав олимпийской команды, выступавшей на футбольном турнире летних Олимпийских игр, а также завоевавшей золотую медаль на Кубке Азии в Таиланде.
Всего в составе сборной принял участие в 18 матчах, не забив ни одного гола.

## Достижения
«Эстегляль»
- Победитель Лиги чемпионов АФК: 1970
- Чемпион Ирана: 1973/74, 1974/75